# Syrphophagus marilandicus
Syrphophagus marilandicus är en stekelart som först beskrevs av Girault 1917.  Syrphophagus marilandicus ingår i släktet Syrphophagus och familjen sköldlussteklar. Inga underarter finns listade i Catalogue of Life.